# Banque d'Indonésie
La Banque d'Indonésie (en indonésien:Bank Indonesia) (BI) est la banque centrale de la République d'Indonésie. Elle a remplacé en 1953 la Banque de Java (en néerlandais: De Javasche Bank, DJB), créée en 1828 pour répondre aux besoins financiers des Indes orientales néerlandaises.

## Histoire

### Banque de Java
En 1826, le roi Guillaume Ier des Pays-Bas accorda le droit de créer une banque privée aux Indes orientales néerlandaises, baptisée De Javasche Bank. Fondée le 24 janvier 1828, elle devint plus tard la banque d'émission des Indes orientales néerlandaises. Elle réglementait et émettait les florins des Indes néerlandaises.
En 1881, la Banque de Java ouvrit un bureau à Amsterdam, suivi d'un bureau à New York. En 1930, la banque possédait seize succursales aux Indes orientales néerlandaises: Bandung, Cirebon, Semarang, Yogyakarta, Surakarta, Surabaya, Malang, Kediri, Banda Aceh, Medan, Padang, Palembang, Banjarmasin, Pontianak, Makassar et Manado.

La Banque de Java était alors une banque privée et les particuliers, comme les entreprises, pouvaient y trouver de l'aide.

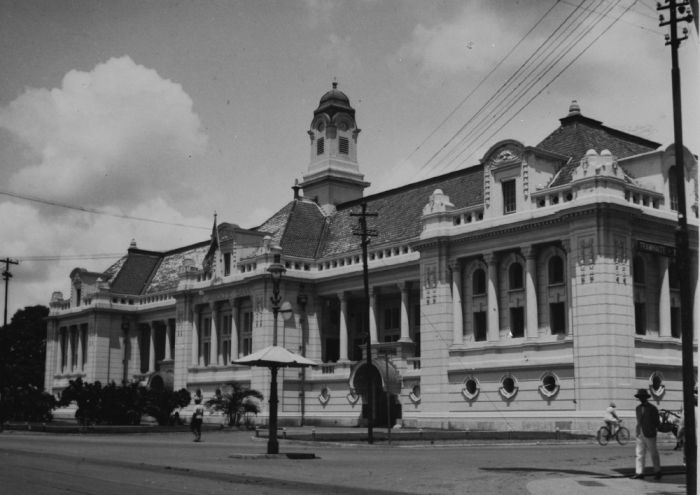
Siège social de la Banque de Java à Batavia, aujourd'hui Musée de la Banque d'Indonésie à Jakarta
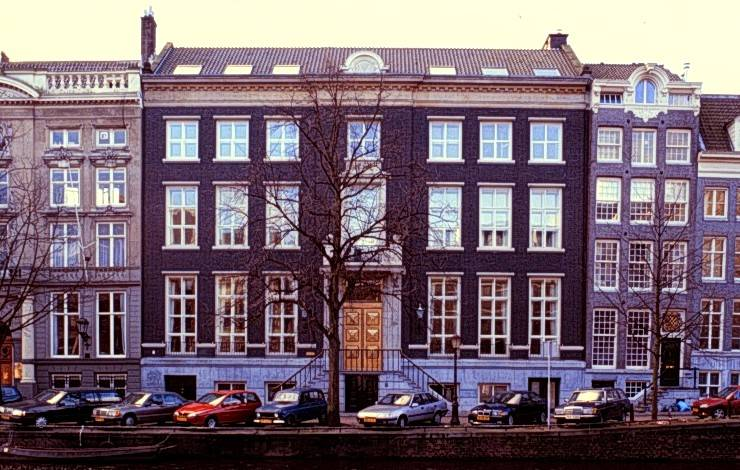
Keizersgracht 666-668, ancien bureau de la Banque de Java à Amsterdam
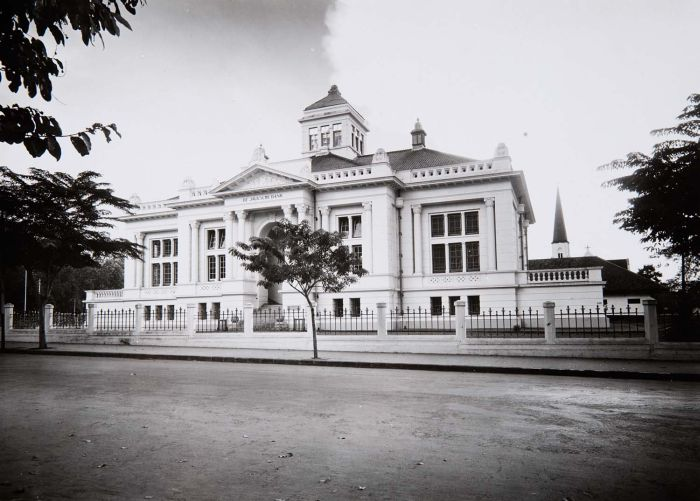
Succursale de la De Javasche Bank à Bandung, construite en 1918 ; aujourd'hui un musée

### Banque d'Indonésie
La Banque d'Indonésie a été fondée le 1er juillet 1953, issue de la nationalisation de la De Javasche Bank, trois ans après la reconnaissance de l'indépendance de l'Indonésie par les Pays-Bas.
Pendant les 15 années suivantes, la Banque d'Indonésie a exercé des activités commerciales tout en agissant en tant que banque nationale et en étant chargée d'émettre la roupie indonésienne. Cette fonction a pris fin avec la loi n° 13 de 1968 sur la Banque centrale, transformant la Banque d'Indonésie en banque centrale.

Cette loi a ensuite été remplacée par la loi n° 23 de 1999, accordant à la banque son indépendance vis-à-vis du gouvernement. Par la suite, la banque a été placée sous l'autorité du Parlement (DPR) et non du Président, et son gouverneur n'était plus membre du gouvernement.

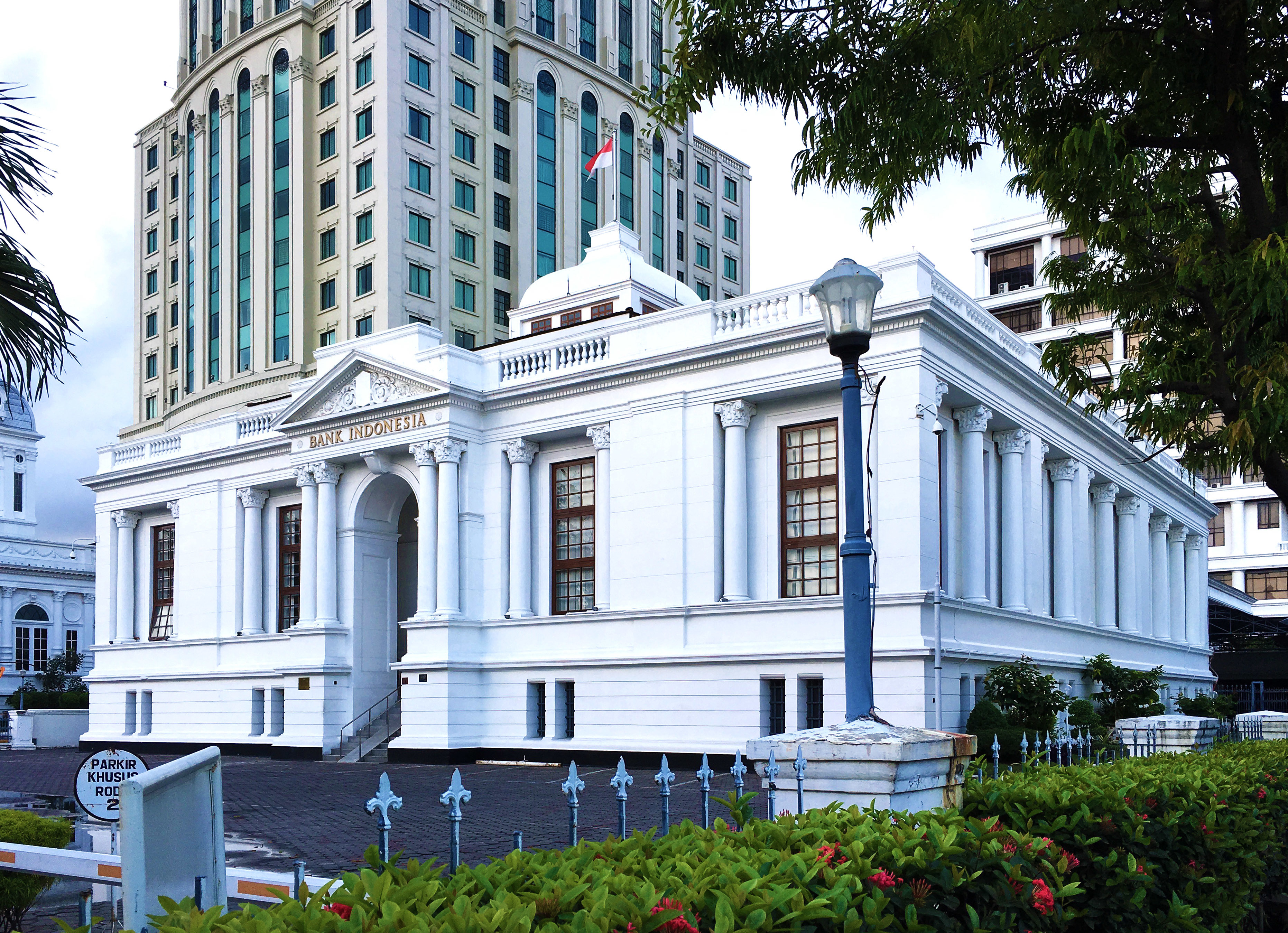
Bank Indonesia a Medan
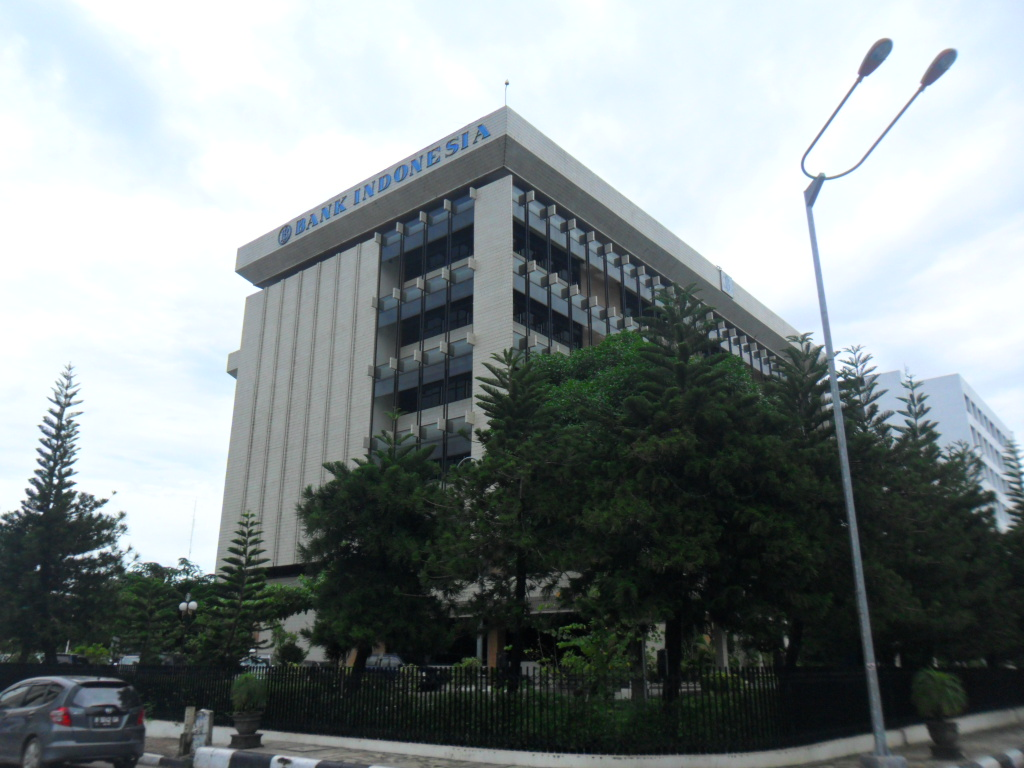
Bank Indonesia a Banjarmasin
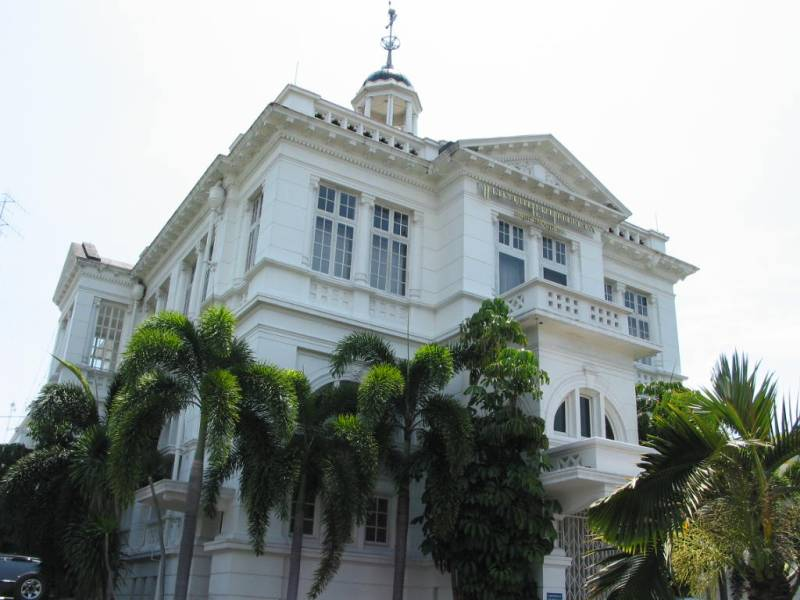
Bank Indonesia a Surakarta
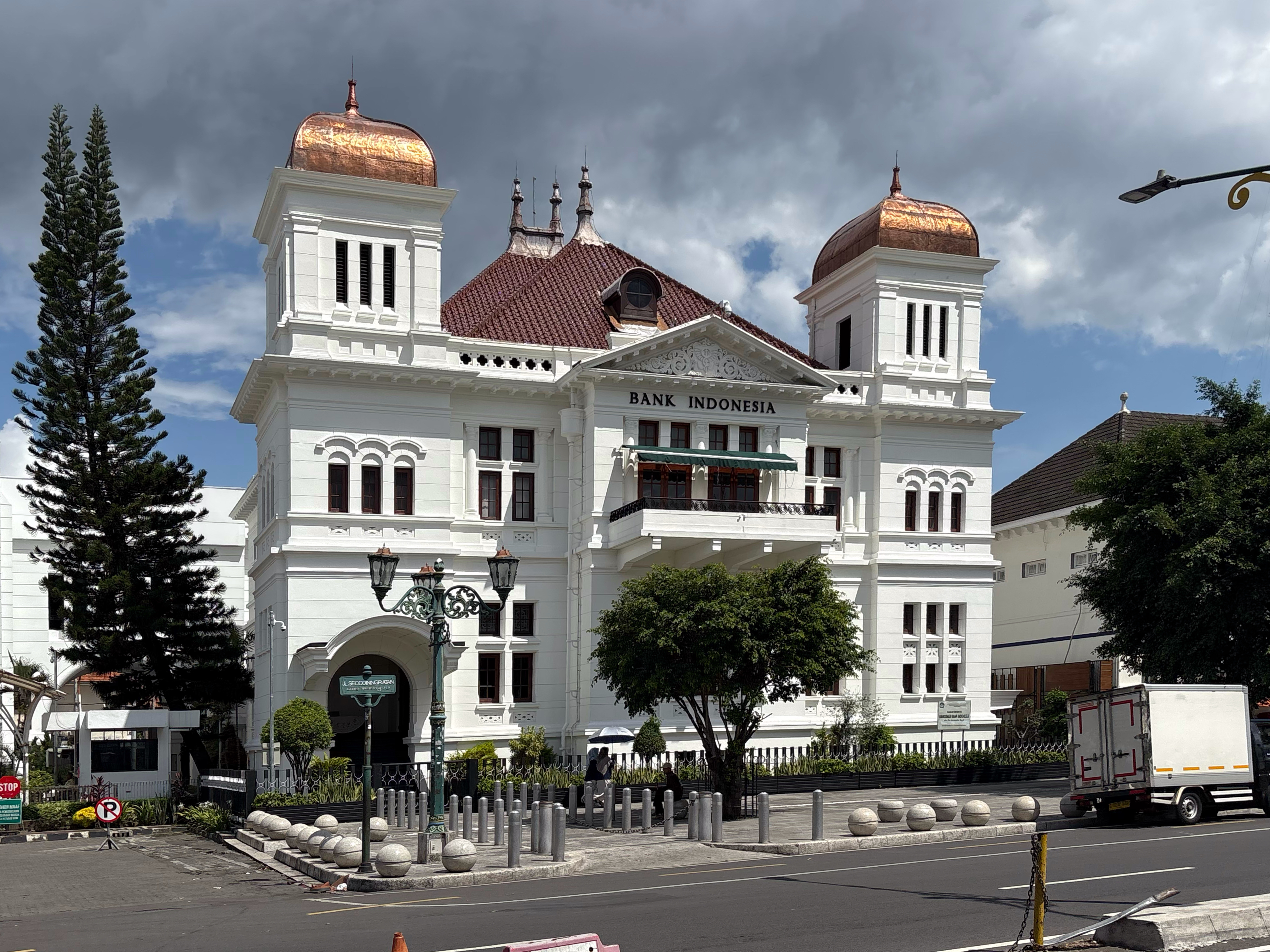
Bank Indonesia a Yogyakarta
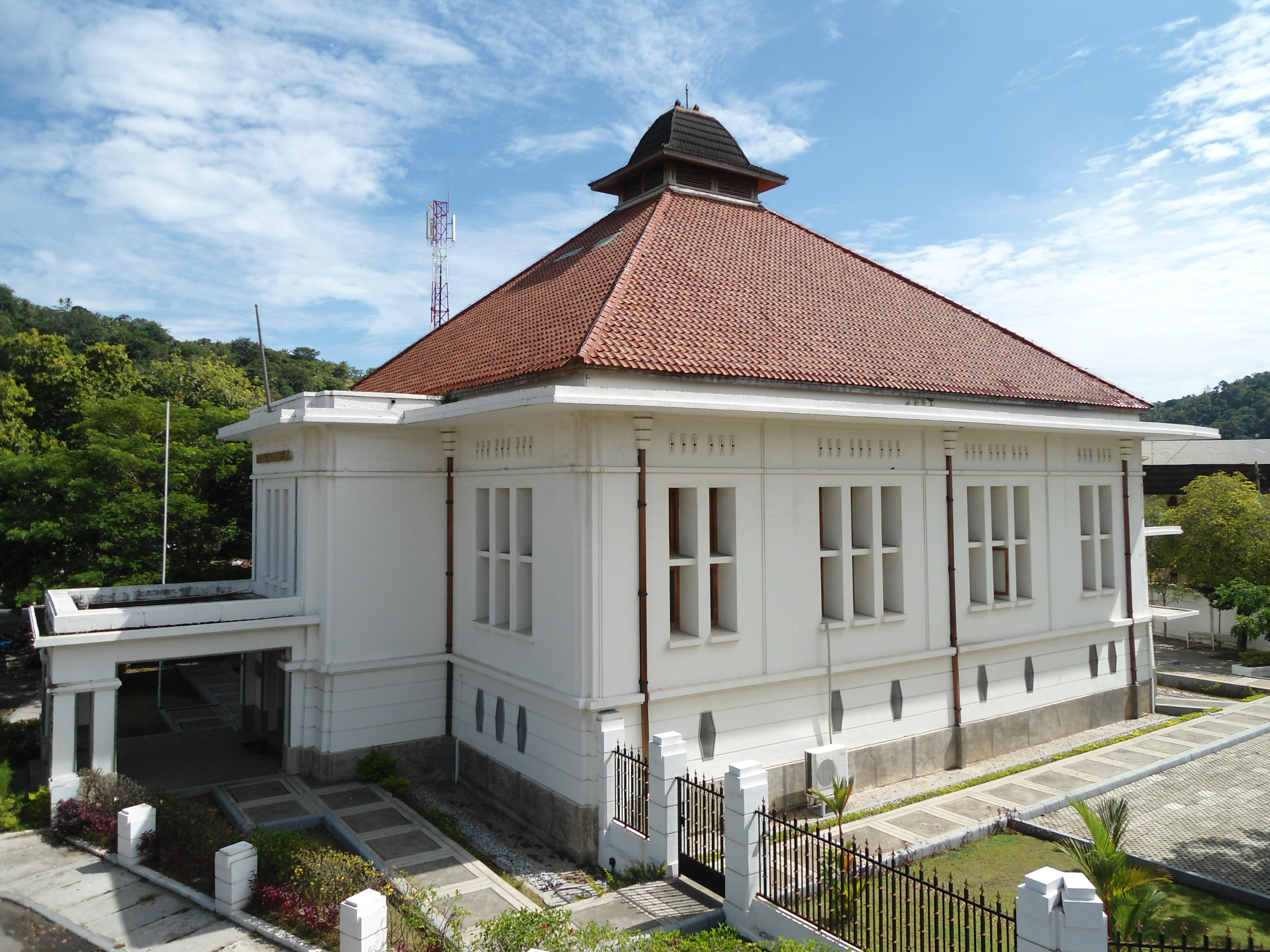
Bank Indonesia a Padang

## Gouverneurs de la banque

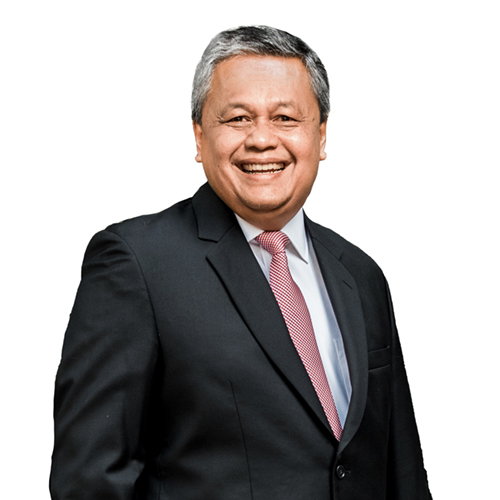
Perry Warjiyo, actuel gouverneur de la Banque d'Indonésie

| Rang | Nom                      | Mandat      |     | Rang                 | Nom         | Mandat |
| ---- | ------------------------ | ----------- | --- | -------------------- | ----------- | ------ |
| 1er  | Sjafruddin Prawiranegara | (1953–1958) | 11e | Syahril Sabirin      | (1998–2003) |        |
| 2e   | Lukman Hakim             | (1958–1959) | 12e | Burhanuddin Abdullah | (2003–2008) |        |
| 3e   | Soetikno Slamet          | (1959–1960) | 13e | Boediono             | (2008–2010) |        |
| 4e   | Soemarno                 | (1960–1963) | 14e | Darmin Nasution      | (2010–2013) |        |
| 5e   | Jusuf Muda Dalam         | (1963–1966) | 15e | Agus Martowardojo    | (2013–2018) |        |
| 6e   | Radius Prawiro           | (1966–1973) | 16e | Perry Warjiyo        | (2018–)     |        |
| 7e   | Rachmat Saleh            | (1973–1983) |     |                      |             |        |
| 8e   | Arifin Siregar           | (1983–1988) |     |                      |             |        |
| 9e   | Adrianus Mooy            | (1988–1993) |     |                      |             |        |
| 10e  | J. Soedradjad Djiwandono | (1993–1998) |     |                      |             |        |